# Kirengeszoma dłoniasta
Kirengeszoma dłoniasta (Kirengeshoma palmata) – gatunek rośliny z rodziny hortensjowatych. Jest jedynym przedstawicielem monotypowego rodzaju Kirengeshoma. W naturze gatunek znany jest z kilkunastu lokalizacji na obszarach górskich Japonii (wyspy Kiusiu i Sikoku), południowej Korei i wschodnich Chin (Zhejiang i Anhui). Jest uprawiany w wielu krajach świata jako roślina ozdobna.

## Morfologia

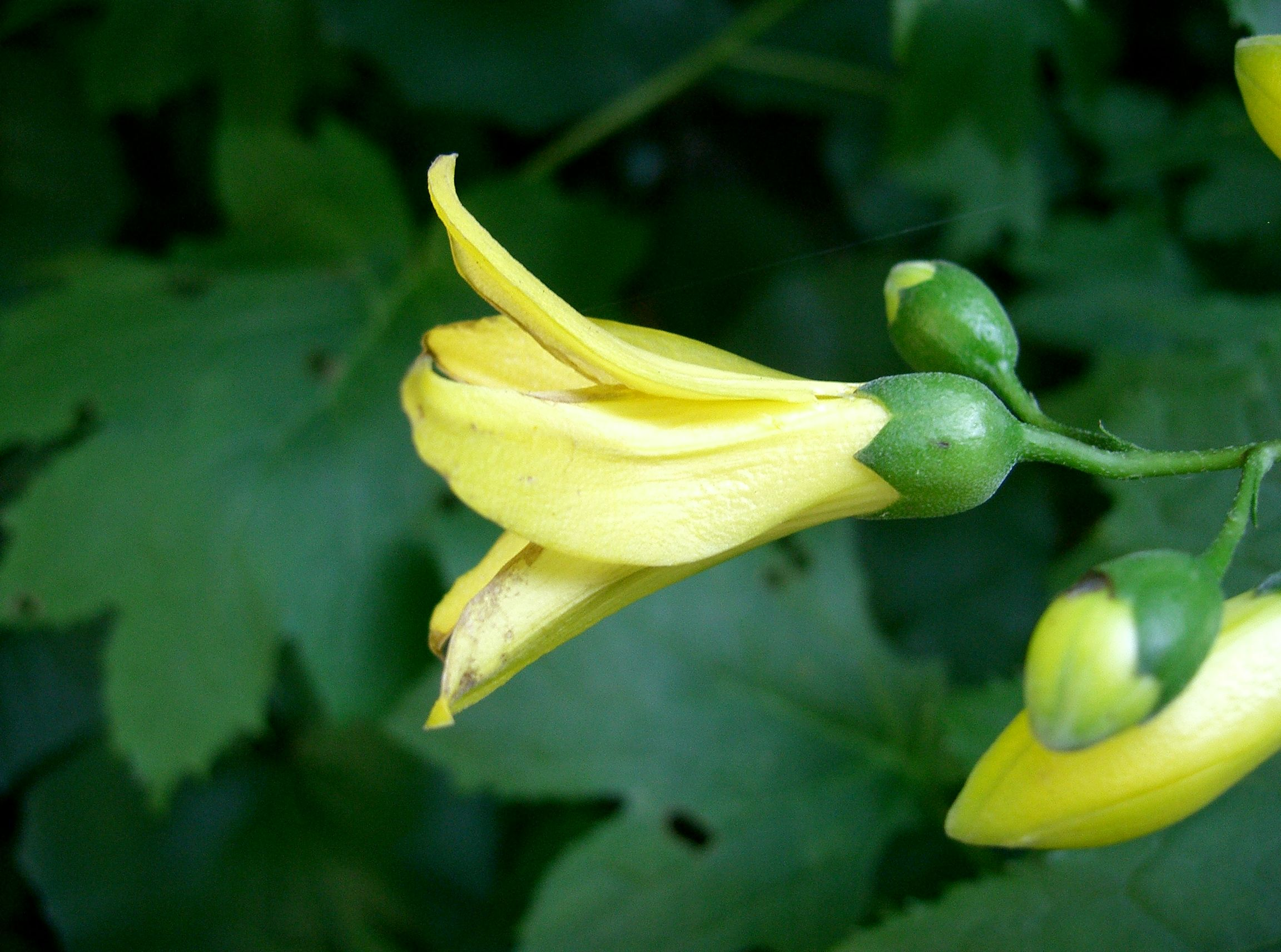
Kwiat

Jej szerokie liście maskują podłoże w okresie niemal całego sezonu. Roślina cienioznośna. Kwitnie cytrynowożółto od sierpnia do września. Zazwyczaj czarne pędy są łukowato wygięte i osiągają wysokość nawet jednego metra. Tworzą kępy około jednego metra szerokości.

## Systematyka
Pozycja systematyczna
Gatunek z monotypowego rodzaju Kirengeshoma Yatabe, z plemienia Philadelpheae, podrodziny Hydrangeoideae, rodziny hortensjowatych w rzędzie dereniowców.

## Uprawa
Roślina jest całkowicie mrozoodporna. Może rosnąć w częściowym zacienieniu. Wymaga żyznej, bogatej w próchnicę i stale wilgotnej gleby bezwapiennej. Uprawia się ją z nasion, lub przez podział wczesną wiosną lub jesienią. 